# Província de Iwase
Iwase (石背国, Iwase no Kuni) foi uma antiga província do Japão por uma breve duração no Período Nara na área equivalente à parte ocidental da prefeitura de Fukushima.

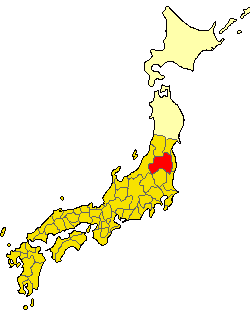
Mapa das antigas províncias japonesas com Iwase em destaque

O Yōrō Ritsuryō estabeleceu a Província de Iwase em 718 por meio da divisão da província de Michinoku (Mutsu). Era composta pelos cinco distritos de Shirakawa (白河), Iwase (石背), Aizu (会津), Asaka (安積) e Shinobu (信夫). Reincorporou-se a Mutsu entre os anos de 722 e 724.

## Distritos
- Shirakawa (白河)
- Iwase (石背)
- Aizu (会津)
- Asaka (安積)
- Shinobu (信夫)